# Minettia fuscofasciata
Minettia fuscofasciata är en tvåvingeart som först beskrevs av de Meijere 1910.  Minettia fuscofasciata ingår i släktet Minettia och familjen lövflugor. Inga underarter finns listade i Catalogue of Life.